# 낸시 멀론

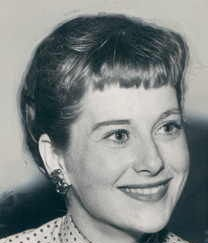

낸시 멀론(Nancy Malone, 1935년 3월 19일 ~ 2014년 5월 8일)은 미국의 배우, 감독이다.

## 작품 목록

### 영화
- 카프리콘 프로젝트 (1977) - 출연
- 에이리언 몬스터 (1998, I Married a Monster) - 연출

### 텔레비전
- 도망자 (1964-66) - 출연
- 아이언사이드 (1968-73) - 출연
- 하와이 파이브-O (1969) - 출연
- 수사관 맥클라우드 (1970) - 출연
- 호텔 - 시리즈 (1985-88) - 연출
- 다이너스티 (1985-89) - 연출
- 스타맨 - TV시리즈 (1986) - 연출
- 어둠의 그림자 (1990, Shades of LA)
- 천사의 손길 (1995) - 연출
- 닥터 슬론 (1999-2001) - 연출